# Arremon dorbignii
Arremon dorbignii es una especie de ave paseriforme del género Arremon de la familia Passerellidae, que se encuentra en selvas de montaña del noroeste de la Argentina y Bolivia.

## Taxonomía
Descripción original
Esta especie fue descrita originalmente en el año 1856 por el abogado y zoólogo británico Philip Lutley Sclater, con el mismo nombre científico.
Localidad tipo
La localidad tipo es: “Yungas” (provincia de Yungas) Departamento de La Paz, Bolivia.
Holotipo
El ejemplar holotipo designado es el catalogado como: MNHNP7026; se encuentra depositado en el Museo Nacional de Historia Natural de Francia, en París.
Etimología
Etimológicamente, el término específico dorbignii es un epónimo que refiere al apellido de la persona a quien fue dedicada, el naturalista francés Alcide d'Orbigny.
Historia taxonómica
En 1909, E. Hartert y S. Venturi lo incluyeron como una subespecie de Arremon flavirostris, es decir: Arremon flavirostris d’orbignii.
En el año 2016, un estudio llevado a cabo por Nelson Buainain, Guilherme Renzo Rocha Brito, Daniel Honorato Firme, Daniel Monteiro Figueira, Marcos A. Raposo y Claydson Pinto de Assis concluyó en elevarlo nuevamente a la categoría de especie plena, tanto bajo el concepto filogenético de especie como del biológico.

## Descripción
En la cabeza muestra un antifaz negro sobre la que se dispone, partiendo justo después del pico, una larga ceja blanca (en lugar de una corta ceja blanca que comienza sobre el ojo como muestra Arremon polionotus). La corona es negra, dividida longitudinalmente por una notoria franja gris siempre presente (incluso en el macho adulto) ya a partir de la inserción del pico (en A. polionotus esta franja gris solo se observa en los adultos, siendo estrecha, formada generalmente por unas pocas plumas hacia la nuca, plumas grises que pueden incluso estar ausentes). El pico es amarillo a naranja brillante, con culmen negro. El plumaje dorsal exhibe las cubiertas de las alas amarillo-verdosas, un amplio cuello nucal gris que pasa a verde-oliváceo en el lomo (en A. polionotus el lomo también es gris); ventralmente es blanco presentando el pecho un angosto collar negro (el que es ancho en A. polionotus). La hembra es más parduzca y tiene menos marcado el collar negro ventral.

## Distribución y hábitat
Esta especie habita en el estrato bajo y en el suelo en bosques pedemontanos y selvas de montaña o yungas del centro y sur de Bolivia y en el noroeste de la Argentina, en las provincias de: Jujuy, Salta,  Tucumán, oeste de Santiago del Estero, Catamarca y La Rioja.